# 카피바리아누 FC
카피바리아누 푸테보우 클루비(Capivariano Futebol Clube)는 브라질 상파울루주의 카피바리에 연고를 둔 브라질 축구 클럽이다. 팀은 상파울루주 브라질의 주별 리그의 3부 리그인 캄페오나투 파울리스타 세리 A3에 소속되어 있다.

## 선수 명단

### 현역
- 주앙 빅토르(2024 ~ )